# Un bon petit diable (film, 1983)
Pour les articles homonymes, voir Un bon petit diable (homonymie).
Pour plus de détails, voir Fiche technique et Distribution.
Un bon petit diable est un film français réalisé par Jean-Claude Brialy, sorti en 1983. Il s'agit d'une adaptation du roman homonyme de la Comtesse de Ségur.

## Synopsis
Écosse, 1842. Enfant farceur et insolent, Charles Lance est un orphelin confié aux soins de sa cousine Léontine MacMiche, à la mort de ses parents. Cette femme méchante et avare le fouette régulièrement et lui fait subir brimades et mauvais traitements, l'enfermant tantôt au cachot, tantôt dans l'enclos du cochon. Charles est malheureux chez sa cousine, qui, fatiguée de ses facéties et apeurée par les marques du Diable apposées sur les fesses de son cousin, finit par le placer en pension chez les frères Nick. Mais, aidé de Betty, la servante dont il s'est fait une amie et complice, Charles met au point un plan pour prouver au juge la vérité sur son quotidien.

## Lieux de tournage
La Hague, Omonville-la-Rogue.

## Fiche technique
- Titre français : Un bon petit diable
- Réalisation : Jean-Claude Brialy
- Scénario : Jean-Claude Brialy et Didier Decoin d'après le roman éponyme de la Comtesse de Ségur
- Photographie : Jean-François Robin
- Musique : Éric Demarsan
- Production : Robert Nador et Ève Vercel
- Pays de production :  France
- Genre : Drame
- Date de sortie : 21 décembre 1983

## Distribution
- Alice Sapritch : Léontine MacMiche
- Bernadette Lafont : Betty
- Philippe Clay : Le juge
- Michel Creton : Donald
- Paul Courtois : Charles
- Géraldine Guyon : Juliette
- Valérie Corvaglia : Marianne
- Paul Préboist : Frère Nick
- Jacques Préboist : Frère Nick
- Hubert Deschamps : Boxear
- Max Montavon : Le sonneur
- Jean-Marie Proslier : Le curé
- Georges Montillier : Le docteur